# John Emery (bobsleigh)
Pour les articles homonymes, voir John Emery et Emery.
John Emery, né le 4 janvier 1932 à Montréal et mort le 21 février 2022, est un bobeur canadien.
Il est sacré champion olympique en bob à quatre en 1964 à Innsbruck, avec Peter Kirby, Douglas Anakin et son frère Vic Emery.

## Palmarès

### Jeux Olympiques
- : médaillé d'or en bob à 4 aux JO 1964.